# 货车

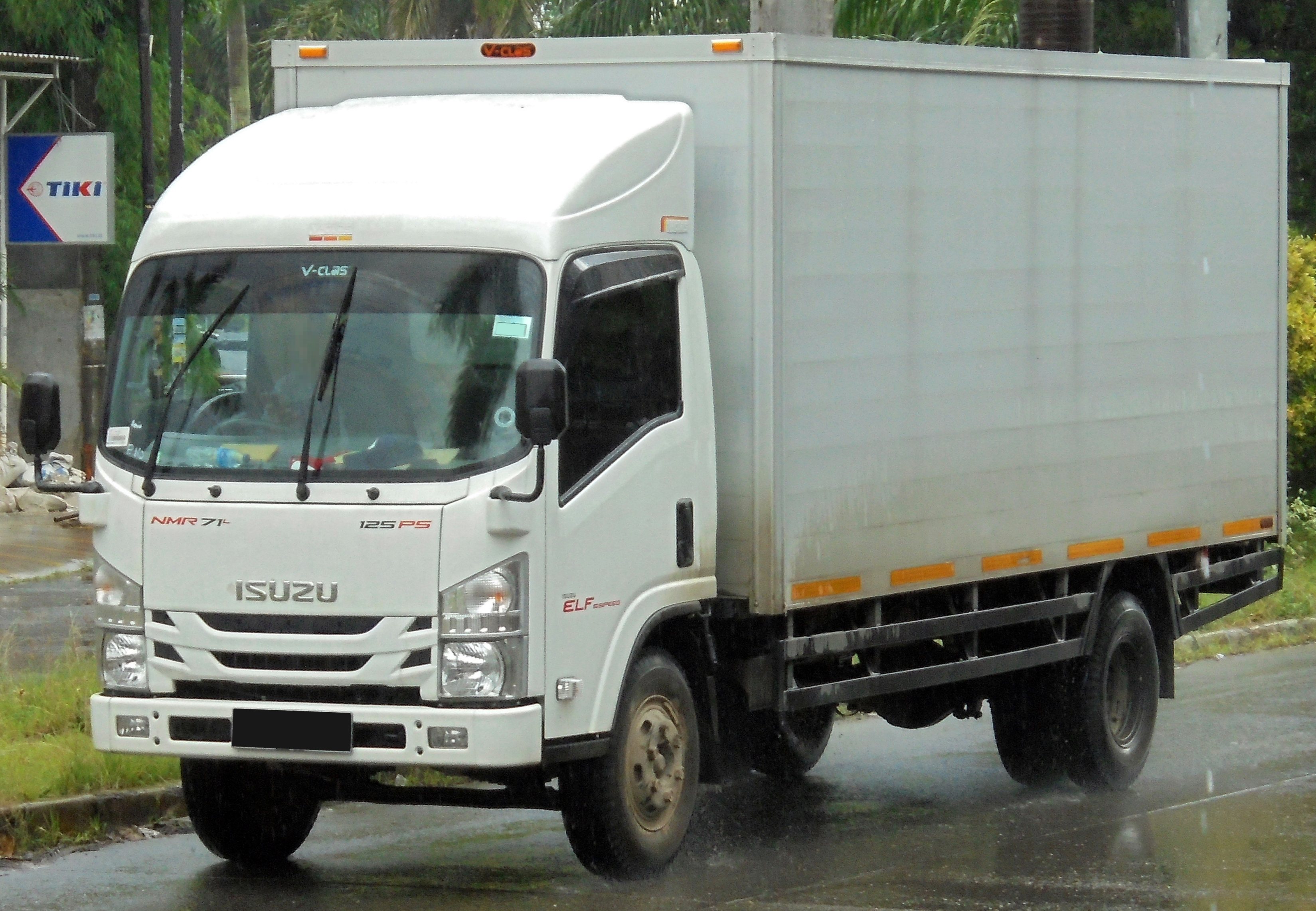
日式中型貨車五十鈴Elf

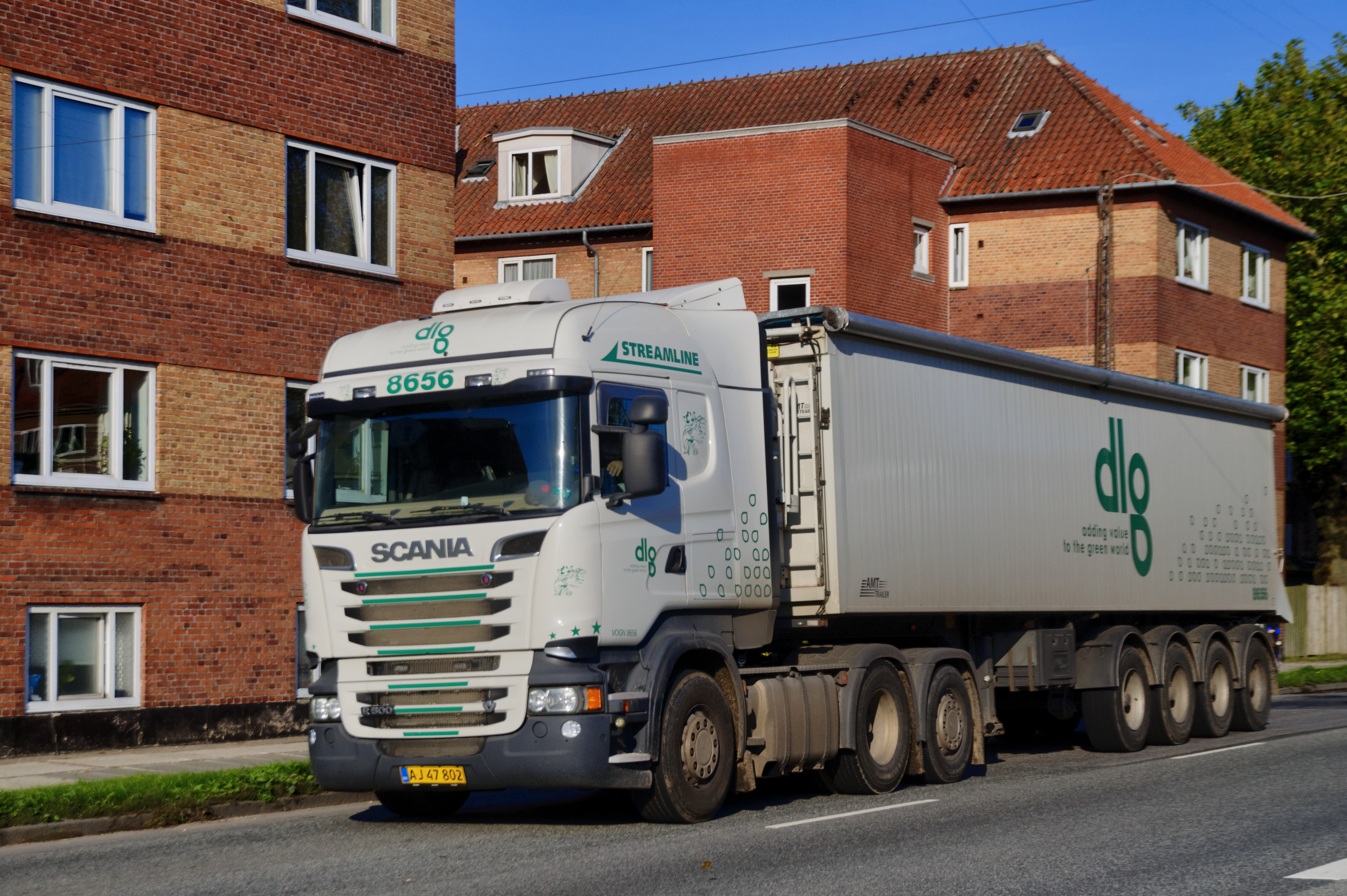
歐式重型貨車斯堪尼亞R500

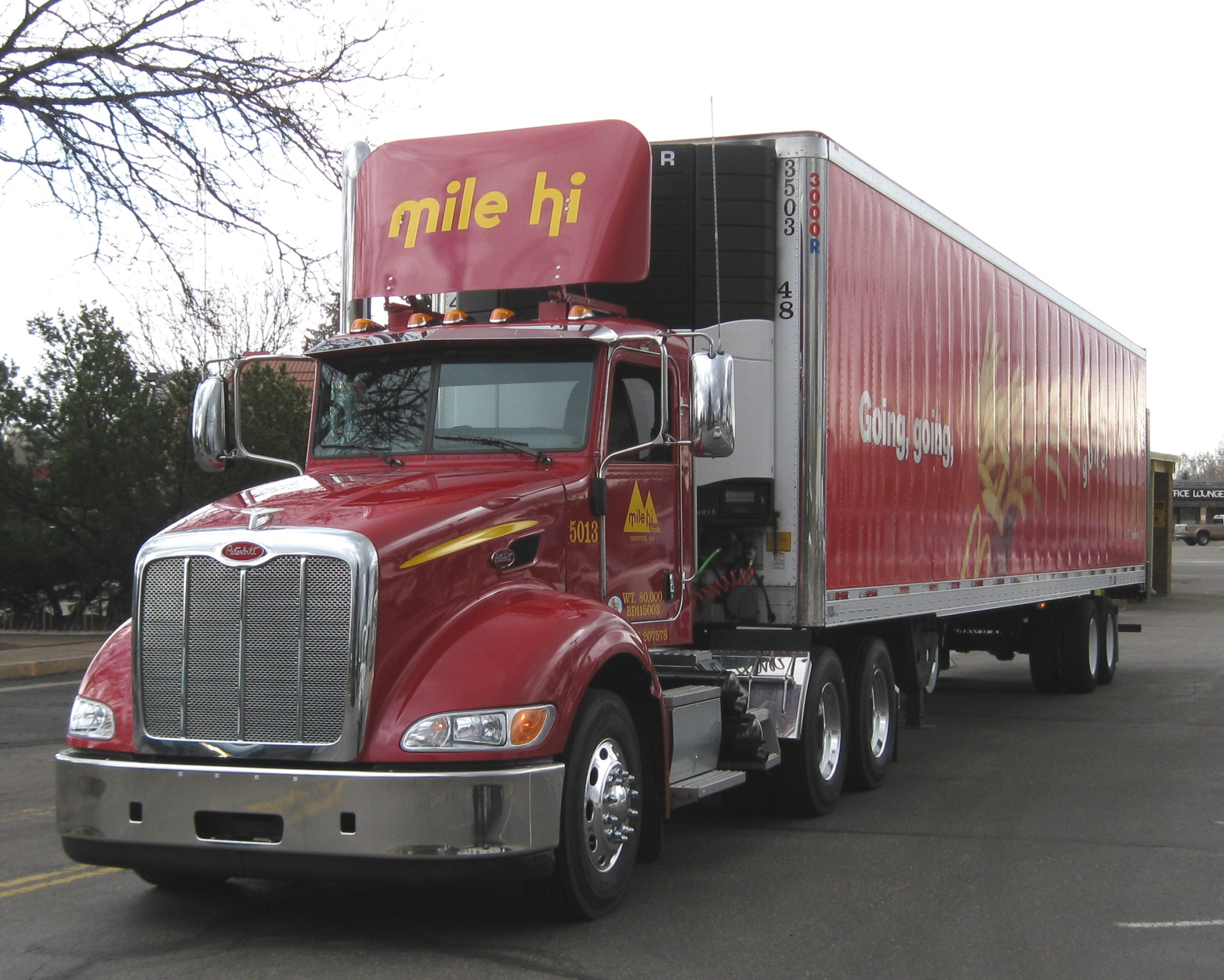
美式重型貨車Peterbilt 384

貨車，大型貨車較常稱為卡車，指主要用于运送货物的汽车或電動車等，有时也會用來牵引其他车辆，屬於商用车辆類別。一般可依照車的重量分為重型和輕型兩種。
在自動車尚未流行之前，載貨的重型四輪馬車稱作Wagon。當代絕大部分貨車都以扭力較大且較省油的柴油引擎作為動力來源，但有部分輕型貨車使用汽油、石油氣或者天然氣等燃料，2010年代起亦有廠商開發油電複合動力及純電力驅動的货车，但尚未大規模量產販售。

## 貨車類別
貨車可大致分為以下几類：

### 一般貨車
驾驶室與車體本身固定連結一體打造之車輛，大致分為兩類：框式、 傾卸式，這兩類車體又包含了全密式、半密式、開放式三種。（例：一般軍用卡車，或一般家庭垃圾收集車輛）

### 半拖車
驾驶室與車體本身可分離亦可透過工具連結之加掛車輛，一般統稱為板架、拖架或半拖車架。在中国大陆，半拖车又称为“半挂车”，牵引半挂车的车组則称作半掛式卡車，香港稱做掛接車，臺灣稱做半聯結車。

### 全拖車
一般貨車或半拖車再加掛板架或拖架，加掛後之車輛因其迴轉半徑加大，駕駛後視死角亦加大，所以有部分地區會把之列入特殊車輛〔例：澳洲公路列車〕。在中国大陆，全拖车称为“全挂车”，牵引全挂车的车组則称作公路列车，臺灣稱做全聯結車。

### 砂石車
砂石車，又稱泥頭車，中國大陸稱渣土車，是一類開斗貨車的通稱，主要用來運送砂石和工程廢料，也有用來運送煤、礦石等。

### 混凝土搅拌车
混凝土搅拌车，部分地区称田螺車，是一種用來運送混凝土的貨車，因其可轉動的混凝土搅拌筒而得名。

### 密斗貨車

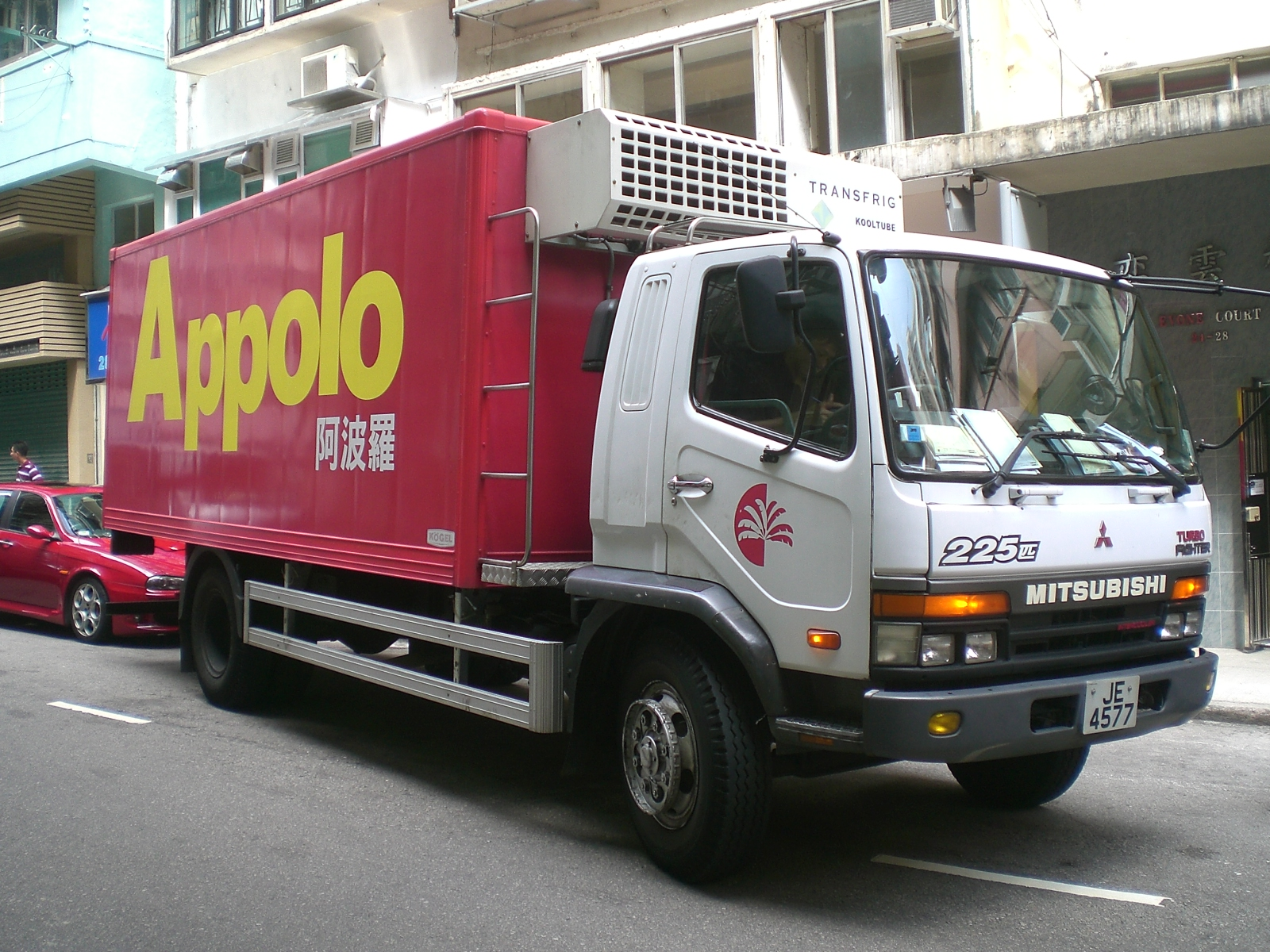
附有冷凍功能的密斗貨車

### 密貨車
密斗貨車，中国大陆称为“厢式货车”。與貨櫃車有不同的是，密斗貨車並沒有分開為車架和拖車頭。
- 一輛密貨車，有可以分為這些部分：
  - 貨車的車底和車頭（港稱：車陣和車頭）
  - 一個載貨的貨
  - 一塊升降板（香港稱之為「尾板」）

而密斗貨車可以分為以下噸數：
- 5.5 噸或以下（小型貨車）
- 7.5 噸、 7.7 噸、8.0噸、8.5噸、9.0噸、9.95噸、10.5噸、11噸、13噸、16噸、17噸、20噸、21噸、24噸、26噸（中型貨車）
- 35噸、43噸、46噸（重型貨車）

### 貨櫃車
貨櫃車，顧名思義就是用作運送貨櫃的車輛。
- 貨櫃車，可以分為三部分： 
  - 拖挂车（香港稱之為拖架）
  - 牵引车（香港稱之為拖頭）
  - 集裝箱

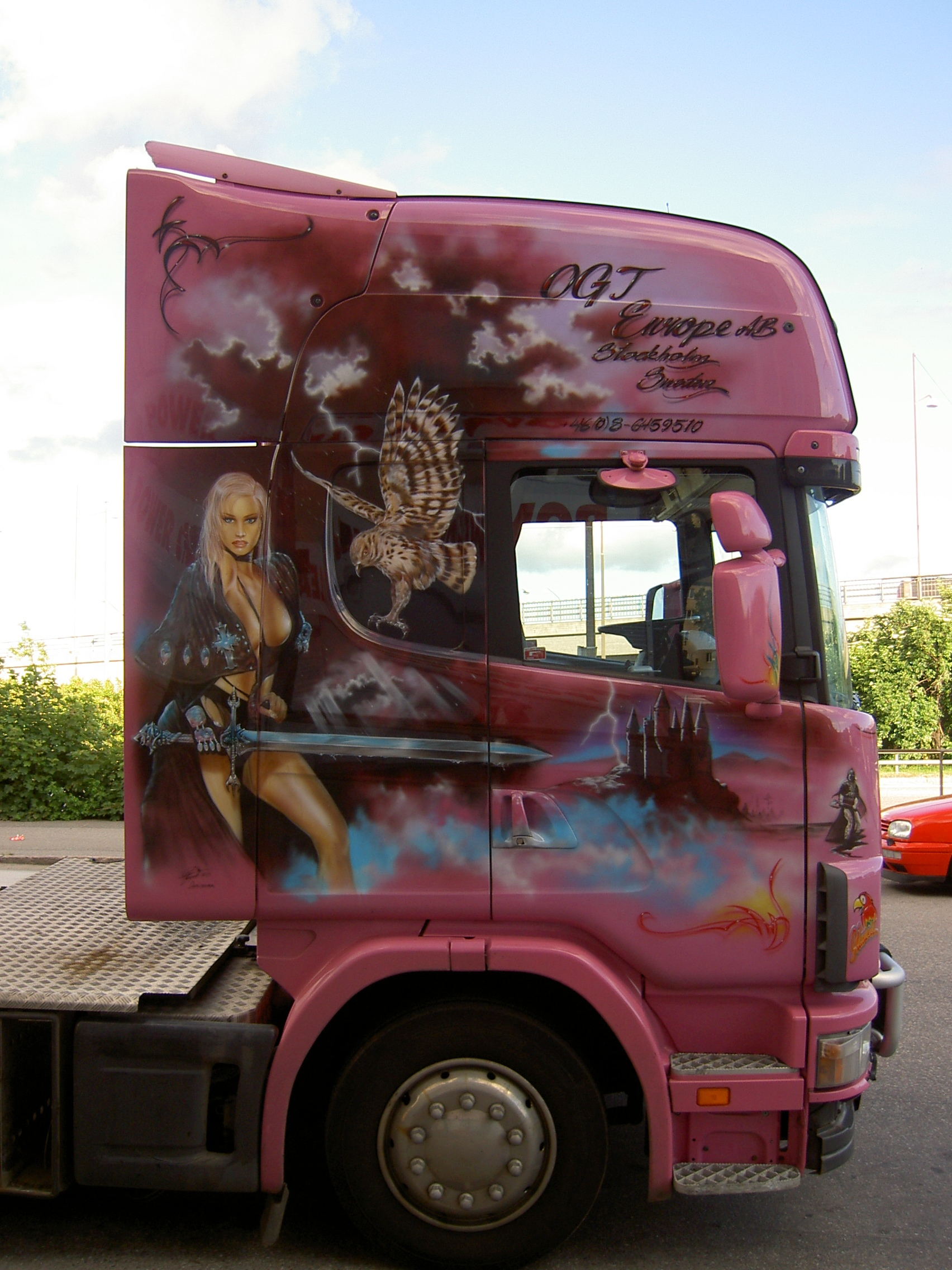
欧洲的彩繪貨櫃車

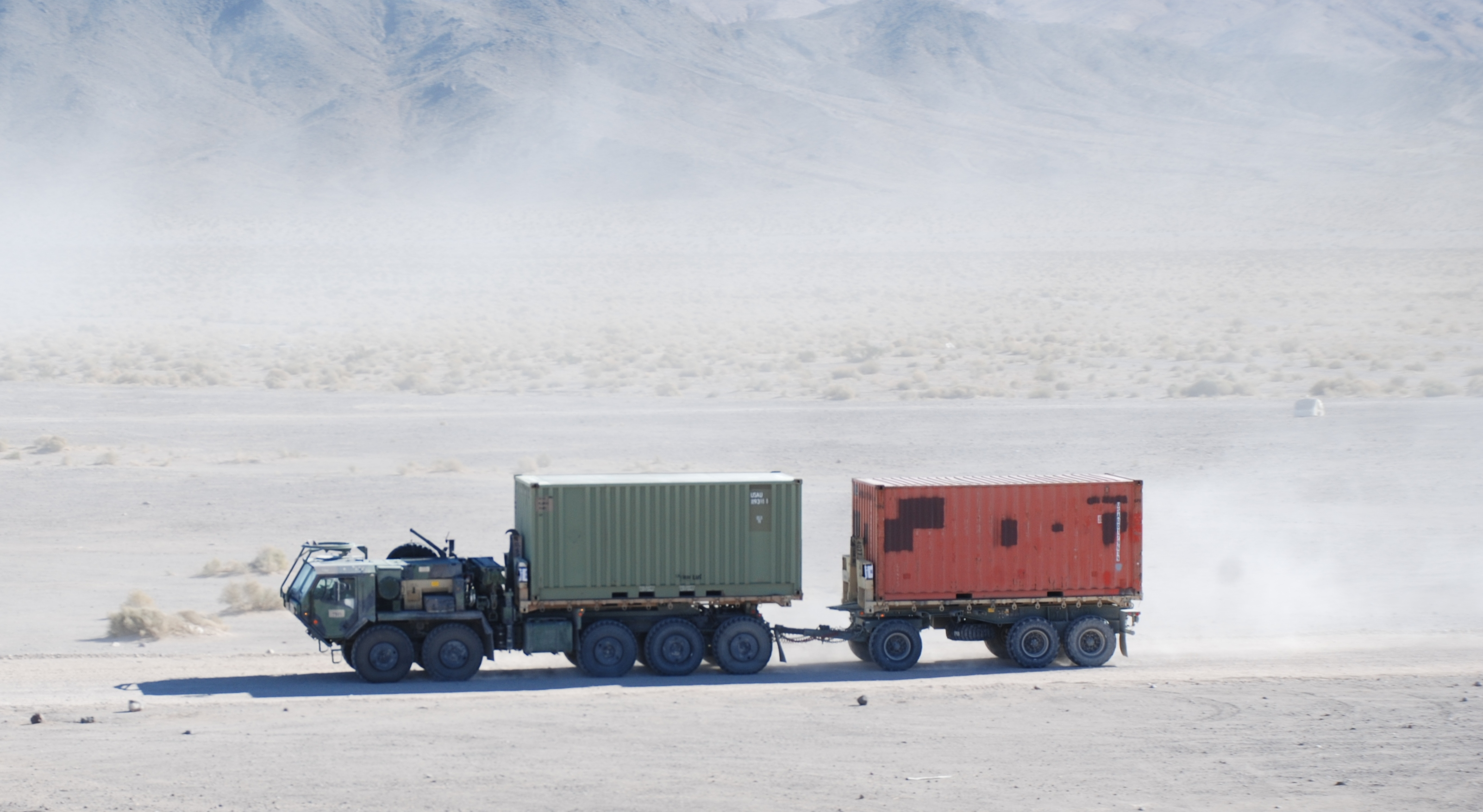
美軍HEMTT拖拉貨櫃

貨櫃車的噸數有分為35噸（20英呎集裝箱）及43噸（40/45英呎集裝箱）。

### 平板卡車
平板卡車，又叫拖车，属于大型载重货车类型。在当今大型生产或工程的所在地一般比较常见。在當今广泛应用于各种大宗货物的中短途貨物运输，用于降低运输成本、提高工程效率、節約工程時間等發揮優良效能。
可外掛吊具，增加運用功能。

## 主要貨車製造商
- 帕卡
  - 彼得比爾特（英语：Peterbilt）
  - 肯沃斯（英语：Kenworth）
  - DAF
- 豪士科公司（英语：Oshkosh Corporation）
- 福特汽車
- GMC
- 公羊貨車
- 特斯拉 (公司)
- 传拓集团（英语：Traton）
  - MAN股份公司
  - 斯堪尼亞汽車
  - 航星萬國公司（英语：Navistar International Corporation）
- 戴姆勒貨車（英语：Daimler Truck）
  - 梅賽德斯-賓士
  - 福莱纳貨車（英语：Freightliner Trucks）
  - 西星卡車
  - 三菱扶桑卡客車
- Volvo
  - 雷諾貨車
  - 麥克貨車
- 歐霸 (汽車公司)
- 太脫拉
- 明斯克輪式牽引車廠
- 卡馬汽車廠
- 五十鈴
  - UD卡車
- 日野
- 現代汽車
- 山東重工集團
  - 陕汽集团
  - 重汽集团
- 解放牌汽车
- 东风汽车股份有限公司
- 北汽福田
- 上汽红岩
- 台朔汽車
- 尼古拉公司
- 江淮汽車
- 北奔重型汽车集团
- 聯合重卡
- 万山特种车辆
- 三一重工
- 徐工集團
- 長徵汽車
- 远程（英语：Farizon）
- 汉马科技
- 大运集团
- 比亞迪汽車
- 塔塔汽車
- 阿肖克利蘭（英语：Ashok Leyland）
- 艾徹汽車（英语：Eicher Motors）
- 賈巴爾普爾汽車廠（英语：Vehicle Factory Jabalpur）
- SNVI（英语：SNVI）

## 外部連結
- Official website Volvo （页面存档备份，存于）
- Official website Renault Trucks （页面存档备份，存于）
- Official website Mack （页面存档备份，存于）